# Jacopo Antiquari
Jacopo Antiquari (Perugia, 1444 – Milano, 1512) è stato un umanista italiano.
Nel 1467 si trasferì a Bologna, ma nel 1472 si spostò a Milano ove ebbe incarichi alla corte di Galeazzo Maria Sforza e poi in quella di Ludovico il Moro. Dopo la conquista della città lombarda ad opera di Luigi XII di Francia nel 1499, abbandonò gli uffici pubblici. Nel 1509 fu autore di una pregevole Oratio ad Ludovicum regem Francorum, orazione in difesa di Milano.